# Ana Sofía Osorio
Ana Sofía Osorio Ruiz es una directora de cine, guionista y productora colombiana, reconocida por sus largometrajes Sin palabras (2012) y Amalia (2019).

## Carrera
Osorio nació en Popayán, capital del departamento del Cauca. Tras terminar sus estudios secundarios se trasladó a la ciudad de Medellín, donde conoció al popular director Víctor Gaviria. Este hecho la hizo querer convertirse en cineasta. Se trasladó más adelante a España donde cursó una Licenciatura en Imagen y Sonido en la Universidad Complutense de Madrid, un diplomado en Dirección de fotografía en la Escuela de cine Septima Ars y una Maestría en Dirección Cinematográfica en la Universidad CEU San Pablo.
Al regresar al país se vinculó profesionalmente con el Canal RCN. En 2008 fundó la compañía Proyección Films, con la que produjo los cortometrajes Dolores (2008) y Carritos (2010) y dirigió su primer largometraje, Sin palabras, en 2012. Cuatro años después produjo el largometraje Destinos de Alexander Giraldo y estrenó su segundo largometraje como directora, Amalia (2019), protagonizada por María Cecilia Botero, Alejandro Aguilar y Vanessa Blandón.

## Filmografía destacada

### Como productora
- 2008 - Dolores
- 2010 - Carritos
- 2016 - Destinos

### Como directora
- 2012 - Sin palabras
- 2019 - Amalia